# Benedikt Fürk
Pour les articles homonymes, voir Fürk.
Benedikt Fürk né le 20 octobre 1988, est un joueur de hockey sur gazon allemand qui joue en tant que défenseur ou milieu de terrain pour Uhlenhorst Mülheim et l'équipe nationale allemande.

## Carrière internationale
Fürk a fait ses débuts dans l'équipe nationale senior en mai 2010 contre la Pologne. En novembre 2018, il a été sélectionné dans l'équipe d'Allemagne pour la Coupe du monde 2018. Après le match contre la Malaisie, il s'est blessé et a dû se retirer du tournoi. Le 28 mai 2021, il a été nommé dans les équipes pour l'Euro 2021 et les Jeux olympiques d'été de 2020.